# Сипало Сергій Костянтинович
Сергі́й Костянти́нович Си́пало — старший сержант Збройних сил України.
Станом на березень 2017 року — командир відділення 20-го мотопіхотного батальйону.

## Нагороди та вшанування
- Указом Президента України № 741/2019 від 10 жовтня 2019 року за «особисту мужність і самовіддані дії, виявлені у захисті державного суверенітету та територіальної цілісності України» орденом «За мужність» III ступеня[2]